# کارل آندره (مجسمه‌ساز)
کارل آندره (به انگلیسی: Carl Andre)، (۱۶ سپتامبر ۱۹۳۵ - ۲۴ ژانویهٔ ۲۰۲۴) یک هنرمند مینیمالیست اهل ایالات متحده آمریکا بود که برای خلق مجسمه‌های منظم ایستاده و خلق اشکال شبکه‌ای ساده شناخته شده بود. مجسمه‌هایش طیف وسیعی از آثار هنری بزرگ در مکان‌های عمومی تا آثار کوچک‌تر و صمیمی تری چون کاشی‌هایی که در کف فضای نمایشگاه با نظم خاصی چیده و مرتب می‌شوند را در بر می‌گیرد.

## زندگی‌نامه
کارل آندره در کوئنسی، ماساچوست زاده شد. تحصیلات ابتدایی خود را در مدرسه دولتی کوئینسی کسب کرد و در آکادمی فیلیپس به آموختن هنر پرداخت. وی در طی سال‌های ۱۹۵۳–۱۹۵۱ مدرک فوق لیسانس خود را از آن دانشگاه دریافت کرد.هنگامی که مشغول تحصیل در دانشگاه هنر بود با هولیس فرامپتن دوست شد دوستی که از طریق بحث‌های هنری خود و معرفی او به دیگر هنرمندان رویکرد بنیانی کارل آندره را نسبت به مجسمه‌سازی تحت تأثیر قرار داد.
آندره بین سال‌های ۱۹۵۵ تا ۱۹۵۶ در ارتش آمریکا در کارولینای شمالی خدمت و در سال ۱۹۵۶ به نیویورک سیتی نقل مکان کرد و از طریق هولیس فرامپتن با کنستانتین برانکوشی آشنا شد و این آشنایی منجر به آشنایی مجدد او با همکلاسی سابقش در آکادمی فیلیپس، فرانک استلا در سال ۱۹۵۸ گردید. آندره در بین سال‌های ۱۹۶۰–۱۹۵۸ استودیو هنری مشترکی با استلا داشت. او در ۲۴ ژانویهٔ ۲۰۲۴ در سن ۸۸ سالگی در منهتن درگذشت.

## زندگی‌نامه هنری
کارهای اولیه چوبی آندره متأثر از برانکوشی بوده‌است؛ ولی گفتگوی او با فرانک استلا در مورد فرم و فضا او را در مسیر دیگری قرار داد. زمانی که این دو هنرمند در استودیو مشترکی کار می‌کردند آندره مجموعه‌ای از مجسمه‌های چوبی خلق کرد. به نظر می‌رسد فرانک استلا بعد از آنکه تکه‌هایی از چوب کنده شده از مجسمه ساخته شده توسط کارل آندره را دیده، به او گفته‌است: «کارل این هم یک مجسمه است» (اشاره به تکه‌های چوب بوده‌است).
از سال ۱۹۶۴–۱۹۶۰ آندره به عنوان ترمزبان در راه‌آهن نیوجرسی کار کرده‌است. ماهیت هدایت کردن قطارهای حمل و نقل در خلق مجسمه‌های بعدی او و شکل‌گیری شخصیت هنریش تأثیرگذار بوده‌است ."
در بین سال‌های ۱۹۶۵–۱۹۶۰ او بیشتر به نویسندگی پرداخته‌است و حاصل آن کتابی است با عنوان «دوازده مکالمه» که در سال ۱۹۸۰ چاپ شده‌است.
در سال ۱۹۶۵ او اولین نمایشگاه فرم و ساختمان بندی را در (به انگلیسی: Tibor de Nagy Gallery) بر پا کرده‌است. در سال ۱۹۷۲ گالری تیت لندن اثر "Equivalent VIII " او را که چیدمانی از آجرهای شومینه بود به نمایش گذاشت. این اثر چندین بار بدون هیچ رویداد خاصی نمایش داده شد ولی در سال ۱۹۷۶ بعد از آنکه مجله ساندی تایمز مقاله‌ای در مورد آن منتشر کرد، کانون بحث‌های زیادی شد و سرانجام با پاشیدن رنگ بر روی آن مخدوش گردید. مشاجره بر سر آجرها یکی از مشهورترین بحث‌ها در زمینه هنر معاصر در انگلیس گردید.